# Hypsiboas nympha
Espèce
Statut de conservation UICN

 LC  : Préoccupation mineure
Hypsiboas nympha est une espèce d'amphibiens de la famille des Hylidae.

## Répartition
Cette espèce se rencontre en dessous de 600 m d'altitude dans le bassin amazonien supérieur, :
- en Colombie dans le département d'Amazonas ;
- en Équateur dans les provinces de Sucumbíos, d'Orellana, de Napo, de Pastaza et de Morona-Santiago ;
- au Pérou dans la région de Loreto.

Sa présence est incertaine au Brésil.

## Publication originale
- Faivovich, Moravec, Cisneros-Heredia & Köhler, 2006 : A new species of the Hypsiboas benitezi group from the western Amazon Basin (Amphibia: Anura: Hylidae). Herpetologica, vol. 62, no 1, p. 96-108.